# Paanisenjärvi (Jukkasjärvi socken, Lappland, 752099-177149)
Paanisenjärvi är en sjö i Kiruna kommun i Lappland och ingår i Torneälvens huvudavrinningsområde. Sjön har en area på 0,238 kvadratkilometer och ligger 300 meter över havet.

## Delavrinningsområde
Paanisenjärvi ingår i det delavrinningsområde (751570-177300) som SMHI kallar för Ovan Pikkujokinen. Medelhöjden är 300 meter över havet och ytan är 42,31 kvadratkilometer. Det finns ett avrinningsområde uppströms, och räknas det in blir den ackumulerade arean 93,17 kvadratkilometer. Junojoki som avvattnar avrinningsområdet har biflödesordning 2, vilket innebär att vattnet flödar genom totalt 2 vattendrag innan det når havet efter 292 kilometer. Avrinningsområdet består mestadels av skog (40 procent) och sankmarker (57 procent). Avrinningsområdet har 0,62 kvadratkilometer vattenytor vilket ger det en sjöprocent på 1,5 procent.